# Списък на ръкопашните оръжия
Това е списък на оръжията за ръкопашен бой. Всички оръжия в списъка са реални, в списъка няма фантастични и измислени оръжия от компютърни игри, литература и др. Оръжие за ръкопашен бой се смята всяко оръжие, което не е метателно, тоест и самото оръжие и самата мишена са в пряк контакт. Оръжието за ръкопашен бой е вид хладно оръжие.

## Ударни оръжия
- Боздуган
- Боен чук
  - Бек де Корбин
- Вади
- Джут
- Еку
- Жезъл
- Йо
- Камшик
  - Бич
  - Кнут
  - Нагайка
- Канабо
- Китайски гън
- Куботан
- Ла кане
- Лати
- Отта
- Палка
- Сиамбок
- Сопа
- Тояга
- Таиаха
- Тамбо
- Тауатеуа
- Тонфа
- Чуй
- Ханбо
- Утринна звезда
- Шариравади

## Оръжия с верига
- Верижен камшик
- Кусари-фундо
- Кусаригама
- Манрики-гусари
- Метеорен чук
- Нунчаку
  - Табак-Тойок
  - Триделно нунчаку
- Шоге
- Слънгшот
- Суружи
- Утринна звезда
- Шиноби-зуе
- Цеп
- Чигирики

## Копия
- Кавалерийско копие
- Пика (оръжие)
- Сариса
- Дротик
- Дору
- Хаста
- Пилум
- Тризъбец
- Яри

## Други оръжия, включващи прът
- Бойна брадва със закривено острие
- Бисенто
- Бо

- Йоби-бо

- Брандисток
- Преследващ прът
- Пилешки сърп
- Фалкс
- Фаучард
- Кама
- Кхаккхара (Шакуджо)
- Гандаса
- Глефа
- Гвизарма
- Гуан Дао
- Алебарда
- Чук Луцерн
- Човекохващач
- Макуахуитъл
- Монашески лизгар
- Нагината
- Нгау
- Нунтебо
- Брадва (с прът)
- Бойна коса
- Сърп
- Воулг
- Боен чук

## Ножове
- Байонет
- Нож пеперуда
- Ловджийски нож
- Боен нож
- Синкуедеа
- Кард
- Кинжал
- Кортик
- Керамбит
- Крис
- Кодачи
- Кукри
- Кинау
- Мачете
- Фурба
- Рондо
- Сай
- Сакс
- Стилет
- Швейцарски нож
- Танто
- Окопен нож

## Мечовеифехтовка
- Гладиус
- Дао
- Дълъг меч
- Жиан
- Каскара
- Катана
- Килиж
- Клеймор
- Ксипос
- Кхопеш
- Къса тежка сабя
- Махайра
- Пата
- Рапира
- Ромфея
- Саиф
- Спата
- Уакизаши
- Фалкс
- Фалшон
- Шамшир
- Шиавона
- Широк меч
- Шикомизуе
- Ятаган

## Брадви
- Бойна брадва
- Бойна брадва (с дълга дръжка)
- Брадва (с дълго острие)
- Валаска
- Датска брадва
- Долоир
- Лабрис
- Масакари
- Нзапа зап
- Оно
- Табар зин
- Томахавка
- Франциска

## Оръжия ръкавици
- Багх накх
- Бокс
- Катар
- Пата
- Шуко
- Неко-те
- Теко
- Текко-Каги
- Цестус

## Импровизирани оръжия
- Арувал
- Бейзболна бухалка
- Верижен трион
- Кози крак
- Чук
- Търнокоп
- Милуол
- Вила
- Тиган
- Стик за голф
- Тенис ракета
- Сапьорска лопатка

## Смесени оръжия
- Арувал
- Макана
- Нож еленски рог
- Мере
- Шобо
- Японско бойно ветрило
- Колела вятър и огън